# 中國駐英國大使列表
本列表為中國（清朝、中華民國和中華人民共和國）駐英國历任大使名录。

## 历任中国驻英国大使

### 清朝出使英国钦差大臣（1875年－1912年）
1875年，清廷开始向英国派遣常驻公使。
| 姓名   | 任命                 | 到任                 | 递交国书             | 免职                 | 离任                 | 外交衔级 | 外交职务               | 备注 |
| ------ | -------------------- | -------------------- | -------------------- | -------------------- | -------------------- | -------- | ---------------------- | --- |
| 郭嵩焘 | 1875年8月28日        | 1877年1月21日        | 1877年2月8日         | 1878年7月2日         |                      | 二等公使 | 出使英國欽差大臣       | 本为马嘉理案率使团赴英国致歉，光緒三年正月，補頒“駐扎英國辦理交涉事件大臣”國書 光緒四年正月廿一日（1878年2月22日）命“兼為出使法國大臣”             |
| 郭嵩焘 | 光緒元年七月廿八日   | 光緒二年十二月八日   | 光緒二年十二月廿六日 | 光緒四年六月三日     |                      | 二等公使 | 出使英國欽差大臣       | 本为马嘉理案率使团赴英国致歉，光緒三年正月，補頒“駐扎英國辦理交涉事件大臣”國書 光緒四年正月廿一日（1878年2月22日）命“兼為出使法國大臣”             |
| 許鈐身 | 1875年8月28日        | 未到任               |                      | 1876年9月30日        |                      |          | 出使英國副欽差大臣     | |
| 許鈐身 | 光緒元年七月廿八日   | 未到任               |                      | 光緒二年八月十三日   |                      |          | 出使英國副欽差大臣     | |
| 劉錫鴻 | 1876年10月2日        |                      |                      | 1877年4月30日        |                      |          | 出使英國副欽差大臣     | 光緒三年二月廿八日（1877年4月11日）裁副使 |
| 劉錫鴻 | 光緒二年八月十五日   |                      |                      | 光緒三年三月十七日   |                      |          | 出使英國副欽差大臣     | 光緒三年二月廿八日（1877年4月11日）裁副使 |
| 曾紀澤 | 1878年8月25日        | 1879年1月25日        | 1879年3月20日        | 1885年7月27日        | 1886年5月6日         | 二等公使 | 出使英國、法國欽差大臣 | 光緒六年正月三日（1880年2月12日），兼“出使俄國大臣”。1880年-1884年均係“出使英、法大臣”兼“出使俄國大臣” 光緒十年四月四日（1884年4月28日）停兼駐法國 |
| 曾紀澤 | 光緒四年七月廿七日   | 光緒五年正月四日     | 光緒五年二月廿八日   | 光緒十一年六月十六日 | 光緒十二年四月三日   | 二等公使 | 出使英國、法國欽差大臣 | 光緒六年正月三日（1880年2月12日），兼“出使俄國大臣”。1880年-1884年均係“出使英、法大臣”兼“出使俄國大臣” 光緒十年四月四日（1884年4月28日）停兼駐法國 |
| 劉瑞芬 | 1885年7月27日        | 1886年5月6日         | 1886年5月8日         | 1889年5月15日        | 1890年4月22日        | 二等公使 | 出使英國欽差大臣       | 光緒十三年五月三日（1887年6月23日）停兼駐俄國，改兼駐法國、義國、比國                                                                              |
| 劉瑞芬 | 光緒十一年六月十六日 | 光緒十二年四月三日   | 光緒十二年四月五日   | 光緒十五年四月十六日 | 光緒十六年三月四日   | 二等公使 | 出使英國欽差大臣       | 光緒十三年五月三日（1887年6月23日）停兼駐俄國，改兼駐法國、義國、比國                                                                              |
| 陳欽銘 | 1889年3月31日        | 未到任               |                      | 1889年5月3日         |                      | 二等公使 | 出使英國、法國欽差大臣 | |
| 陳欽銘 | 光緒十五年三月一日   | 未到任               |                      | 光緒十五年四月四日   |                      | 二等公使 | 出使英國、法國欽差大臣 | |
| 薛福成 | 1889年5月15日        | 1890年4月22日        | 1890年5月5日         | 1893年11月11日       | 1894年5月27日        | 二等公使 | 出使英國、法國欽差大臣 | |
| 薛福成 | 光緒十五年四月十六日 | 光緒十六年三月四日   | 光緒十六年三月十七日 | 光緒十九年十月四日   | 光緒廿年四月二十三日 | 二等公使 | 出使英國、法國欽差大臣 | |
| 龔照瑗 | 1893年11月11日       |                      | 1894年8月3日         | 1896年11月23日       | 1897年4月19日        | 二等公使 | 出使英國、法國欽差大臣 | 光緒廿一年六月八日（1895年7月29日）免兼駐法國 |
| 龔照瑗 | 光緒十九年十月四日   |                      | 光緒廿年七月三日     | 光緒廿二年十月十九日 | 光緒廿三年三月十八日 | 二等公使 | 出使英國、法國欽差大臣 | 光緒廿一年六月八日（1895年7月29日）免兼駐法國 |
| 羅豐祿 | 1896年11月16日       | 1897年4月19日        |                      | 1901年11月14日       | 1902年5月26日        | 二等公使 | 出使英國欽差大臣       | 光緒廿七年七月十六日（1901年8月29日）改差俄國，被俄國拒絕                                                                                          |
| 羅豐祿 | 光緒廿二年十月十二日 | 光緒廿三年三月十八日 |                      | 光緒廿七年十月四日   | 光緒廿八年四月十九日 | 二等公使 | 出使英國欽差大臣       | 光緒廿七年七月十六日（1901年8月29日）改差俄國，被俄國拒絕                                                                                          |
| 張德彝 | 1901年11月14日       | 1902年5月26日        | 1902年6月2日         | 1905年9月20日        | 1905年12月16日       | 二等公使 | 出使英國欽差大臣       | 光緒廿八年四月十二日（1902年5月19日）免兼駐義國、比國（駐奧國、義國、比國均改專差）                                                                |
| 張德彝 | 光緒廿七年十月四日   | 光緒年八年四月十九日 | 光緒廿八年四月廿六日 | 光緒卅一年八月廿二日 | 光緒卅一年十一月廿日 | 二等公使 | 出使英國欽差大臣       | 光緒廿八年四月十二日（1902年5月19日）免兼駐義國、比國（駐奧國、義國、比國均改專差）                                                                |
| 唐紹儀 | 1905年2月23日        | 未到任               |                      |                      |                      | 二等公使 | 出使英國欽差大臣       | |
| 唐紹儀 | 光緒卅一年正月廿日   | 未到任               |                      |                      |                      | 二等公使 | 出使英國欽差大臣       | |
| 汪大燮 | 1905年7月24日        | 1905年12月16日       | 1905年12月27日       | 1907年5月7日         |                      | 二等公使 | 出使英國欽差大臣       | |
| 汪大燮 | 光緒卅一年六月廿二日 | 光緒卅一年十一月廿日 | 光緒卅一年十二月二日 | 光緒卅三年三月廿五日 |                      | 二等公使 | 出使英國欽差大臣       | |
| 李經方 | 1907年5月7日         | 1907年11月9日        | 1907年11月11日       | 1910年9月17日        | 1910年12月11日       | 二等公使 | 出使英國欽差大臣       | |
| 李經方 | 光緒卅三年三月廿五日 | 光緒卅三年十月四日   | 光緒卅三年十月六日   | 宣統二年八月十四日   | 宣統二年十一月十日   | 二等公使 | 出使英國欽差大臣       | |
| 劉玉麟 | 1910年9月17日        | 1910年12月11日       | 1910年12月16日       | 1912年               |                      | 二等公使 | 出使英國欽差大臣       | |
| 劉玉麟 | 宣統二年八月十四日   | 宣統二年十一月十日   | 宣統二年十一月十五日 |                      |                      | 二等公使 | 出使英國欽差大臣       | |

### 中华民国驻英国公使（1912年－1935年）
1912年1月1日，中华民国成立。1913年10月6日，英国承认中华民国，中华民国开始派遣驻英公使。1935年5月17日，两国升格为大使级外交关系。
| 姓名   | 任命           | 到任           | 递交国书     | 免职          | 离任           | 外交衔级       | 外交职务     | 备注                           |
| ------ | -------------- | -------------- | ------------ | ------------- | -------------- | -------------- | ------------ | ------------------------------ |
| 劉玉麟 | 1912年         |                |              |               |                |                | 外交代表     | 中華民國成立後，改派為外交代表 |
| 劉玉麟 | 1913年12月9日  | 1914年3月1日   |              | 1914年6月20日 | 1915年1月11日  | 公使           | 特命全權公使 |                                |
| 施肇基 | 1914年6月20日  | 1914年12月11日 |              | 1920年9月29日 |                | 公使           | 特命全權公使 |                                |
| 顧維鈞 | 1920年9月29日  |                |              | 1922年8月5日  | 1921年11月     | 大使           | 特命全權公使 | 1921年11月20日加全權大使銜     |
| 朱兆莘 | 1921年11月24日 |                |              | 1925年3月4日  | 1926年1月      | 参事銜一等秘書 | 临时代办     |                                |
| 颜惠慶 | 1925年10月7日  | 未到任         |              |               |                | 大使           | 特命全權公使 | 加特命全权大使衔               |
| 陳維城 |                | 1926年1月      |              |               | 1929年10月23日 | 参赛           | 临时代办     | 1929年5月28日加參事銜          |
| 施肇基 | 1929年1月22日  | 1929年10月23日 |              | 1932年4月25日 | 1932年5月30日  | 公使           | 特命全權公使 |                                |
| 郭泰祺 | 1932年5月14日  | 1932年8月5日   | 1932年8月9日 | 1935年5月23日 |                | 公使           | 特命全權公使 | 升任大使                       |

### 中华民国驻英国大使（1935年－1950年）
1935年5月17日，中英两国宣布互换大使，升格为大使级外交关系。1950年1月6日，英国转而承认中华人民共和国，两国断交。
| 姓名   | 任命          | 到任          | 递交国书      | 免职          | 离任          | 外交衔级 | 外交职务     | 备注 |
| ------ | ------------- | ------------- | ------------- | ------------- | ------------- | -------- | ------------ | ---- |
| 郭泰祺 | 1935年5月23日 | 1935年5月23日 | 1935年7月9日  | 1941年5月9日  |               | 大使     | 特命全權大使 |      |
| 顧維鈞 | 1941年5月9日  | 1941年7月2日  | 1941年7月10日 | 1946年7月17日 | 1945年3月3日  | 大使     | 特命全權大使 |      |
| 施肇夔 |               | 1945年3月3日  |               |               | 1946年7月27日 | 参事     | 临时代办     |      |
| 鄭天錫 | 1946年7月17日 | 1946年7月27日 | 1946年7月29日 |               | 1950年1月6日  | 大使     | 特命全權大使 |      |

### 中华人民共和国驻英国代办处代办（1954年－1972年）
1950年1月6日，英国外交大臣贝文致电中华人民共和国周恩来外长，承认中華人民共和國中央人民政府为“中国法律上之政府”，愿意同中国建立外交关系，在未任命大使之前，派胡階森为临时代办。而中華人民共和國政府僅承認胡為“大不列颠及北爱尔兰联合王国政府派来北京就贵我两国建立外交关系问题进行谈判的代表”。1954年6月17日，中英双方同时发表公报：“中华人民共和国中央人民政府和联合王国政府协议，中央人民政府派遣代办驻在伦敦，其地位和任务与英国驻北京代办的地位和任务相同。”1972年3月13日，两国升级为大使级外交关系。
| 姓名   | 任命          | 到任           | 递交委任书    | 免职          | 离任       | 外交衔级 | 外交职务 | 备注 |
| ------ | ------------- | -------------- | ------------- | ------------- | ---------- | -------- | -------- | ---- |
| 宦乡   | 1954年9月10日 | 1954年10月27日 | 1954年11月3日 | 1962年3月30日 | 1962年3月  |          | 代办     |      |
| 熊向晖 | 1962年3月30日 | 1962年6月13日  | 1962年6月20日 |               | 1967年1月  |          | 代办     |      |
| 沈平   | 1967年        |                |               |               | 1969年     | 参赞     | 临时代办 |      |
| 马家骏 | 1969年        |                |               |               | 1970年11月 | 参赞     | 临时代办 |      |
| 裴坚章 | 1970年11月    | 1970年11月     |               |               | 1972年3月  | 参赞     | 临时代办 |      |

### 中华人民共和国驻英国大使（1972年至今）
1972年3月13日，两国建立大使级外交关系。
| 姓名   | 任命           | 任命           | 到任          | 递交国书       | 免职           | 免职           | 离任           | 外交衔级 | 外交职务     | 备注                   |
| 姓名   | 全国人大常委会 | 主席           | 到任          | 递交国书       | 全国人大常委会 | 主席           | 离任           | 外交衔级 | 外交职务     | 备注                   |
| ------ | -------------- | -------------- | ------------- | -------------- | -------------- | -------------- | -------------- | -------- | ------------ | ---------------------- |
| 裴坚章 | 不適用         | 不適用         | 1972年3月     | 不適用         | 不適用         | 不適用         | 1972年7月3日   | 参赞     | 临时代办     | 筹备开馆               |
| 宋之光 | 不適用         | 不適用         | 1972年7月3日  | 1972年7月21日  | 1978年3月7日   | 不適用         | 1977年12月27日 | 大使     | 特命全权大使 |                        |
| 柯华   | 1978年5月24日  | 不適用         | 1978年9月16日 | 1978年11月7日  | 1982年11月19日 | 不適用         | 1983年3月      | 大使     | 特命全权大使 |                        |
| 陈肇源 | 1982年11月19日 | 不適用         | 1983年4月22日 | 1983年5月18日  | 1984年7月7日   | 1985年5月7日   | 1985年3月      | 大使     | 特命全权大使 |                        |
| 胡定一 | 1984年7月7日   | 1985年5月7日   | 1985年4月14日 | 1985年5月2日   | 1987年3月19日  | 1987年7月16日  | 1987年6月      | 大使     | 特命全权大使 |                        |
| 冀朝铸 | 1987年3月19日  | 1987年7月16日  | 1987年8月27日 | 1987年10月16日 | 1991年3月2日   | 1991年4月25日  | 1991年3月14日  | 大使     | 特命全权大使 |                        |
| 马毓真 | 1991年3月2日   | 1991年4月25日  | 1991年5月     | 1991年7月11日  | 1995年8月29日  | 1995年12月15日 | 1995年11月     | 大使     | 特命全权大使 |                        |
| 姜恩柱 | 1995年8月29日  | 1995年12月15日 | 1995年12月    | 1996年2月29日  | 1996年12月30日 | 1997年3月6日   | 1997年1月      | 大使     | 特命全权大使 |                        |
| 马振岗 | 1996年12月30日 | 1997年3月6日   | 1997年3月16日 | 1997年4月29日  | 2002年4月28日  | 2002年8月20日  | 2002年7月      | 大使     | 特命全权大使 |                        |
| 查培新 | 2002年4月28日  | 2002年8月20日  | 2002年8月16日 | 2002年10月30日 | 2006年12月29日 | 2007年4月11日  | 2007年3月      | 大使     | 特命全权大使 |                        |
| 傅莹   | 2006年12月29日 | 2007年4月11日  | 2007年4月10日 | 2007年6月12日  | 2009年12月26日 | 2010年3月9日   | 2010年2月1日   | 大使     | 特命全权大使 |                        |
| 刘晓明 | 2009年12月26日 | 2010年3月9日   | 2010年2月28日 | 2010年5月26日  | 2020年12月26日 | 2021年7月6日   | 2021年1月31日  | 大使     | 特命全权大使 |                        |
| 郑泽光 | 2020年12月26日 | 2021年7月6日   | 2021年6月6日  | 2021年7月7日   | 现任           |                |                | 大使     | 特命全权大使 | 兼常驻国际海事组织代表 |